# Twin (Rapper)
Twin (* 1984, bürgerlich Sven Christian Hennemann) ist ein deutscher Rapper aus dem Hochtaunuskreis, der bei Manuellsens Label König im Schatten unter Vertrag steht.

## Karriere
In seinen Liedern thematisiert Twin unter anderem seine Erfahrungen im Rotlichtmilieu und bei organisierten Hooligankämpfen. Sein Name entstand in Anlehnung an seinen Zwillingsbruder. Twin ist Mitglied des Hells-Angels-Charters „West City“ und der Hooligan-Gruppe „Brigade Nassau“.
Sein 2016 erschienenes Studioalbum Auuuf jetzt! erreichte Platz 52 der deutschen Albumcharts. Im Jahr 2018 folgte das Album Verboten, das Rang 28 der Charts belegte.
Twin ist zudem Sänger der Crossover-Band Kanzler und Söhne. Des Weiteren sind die beiden Rapper Mehnersmoos als Instrumentalisten bei Kanzler und Söhne tätig. Die Band veröffentlichte ein Release bei dem Metal-Label Napalm Records.

## Kritik
Im Anschluss an ein Konzert in Frankfurt am Main veröffentlichte die Bild-Zeitung einen Artikel über das Konzert, in dem Twin für die Textzeile „Meine Ehre heißt Treue“ kritisiert wurde. Dieser Spruch wurde von der nationalsozialistischen SS als Wahlspruch verwendet. Auf Nachfrage von Hiphop.de, ob er den Satz gesagt habe und ihm dessen historischer Hintergrund bewusst sei, antwortete Twin: „War mir bewusst! Allerdings wurden und werden viele Sätze verboten oder zu Gruppierungen zugeordnet! ‚Ehre und Treue‘ zum Beispiel, hätte ich sagen dürfen, aber im Kontext: ‚Ich bin deutsch, meine Ehre heißt Treue, was nicht bedeutet, ich bin Nazi/Doch redet ruhig Leute!‘, ist es verboten.“
Der Rechtsextremismus-Verdacht wird durch einen Gastbeitrag im Jahr 2011 auf dem Album Deutsche Jungs der Band Kategorie C, welche der rechtsextremen Hooliganszene zugeschrieben wird, bestärkt.

## Diskografie
- 2014: 1312 Prinzip
- 2015: Nachtleben (gemeinsam mit dem Rapper Koloss)
- 2016: Auuuf Jetzt!
- 2018: Verboten
- 2018: Welcome to Hate (mit Cashmo)
- 2020: Welcome to Hate 2 (mit Cashmo)

## Filmografie
2019: Skylines